# 訃報 2003年5月
訃報 2003年5月（ふほう 2003ねん5がつ）では、2003年（平成15年）5月中に物故した、又は物故が報じられた人物についてまとめる。

## （1日 - 15日）

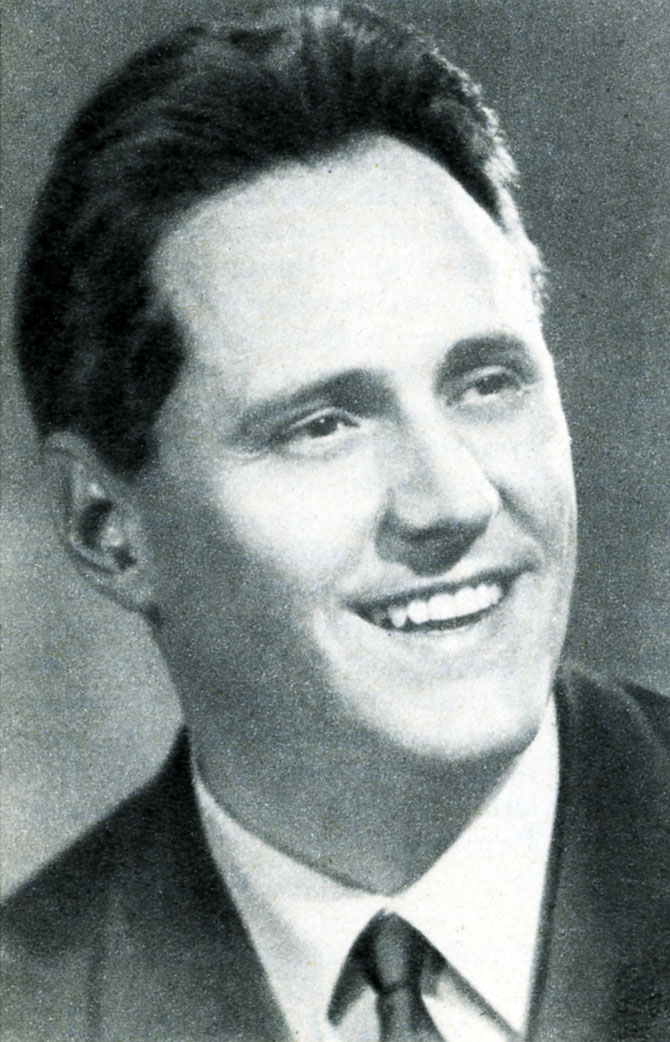
セスト・ブルスカンティーニ／5月4日没

- 5月1日 - 吉田憲二、映画監督（* 1931年）
- 5月2日 - 宮崎尚志、作曲家（* 1934年）
- 5月2日 - 新田勝江、女優（* 1939年）
- 5月4日 - セスト・ブルスカンティーニ、バスバリトン歌手（* 1919年）
- 5月6日 - 宜保愛子、霊能者（* 1932年）
- 5月7日 - 冬杜花代子、作詞家（* 生年不明）
- 5月9日 - 西田亨、元プロ野球選手（* 1930年）
- 5月10日 - 東郷民安、実業家（* 1916年）
- 5月13日 - 高橋誉冨、政治家（* 1913年）

## （16日 - 31日）

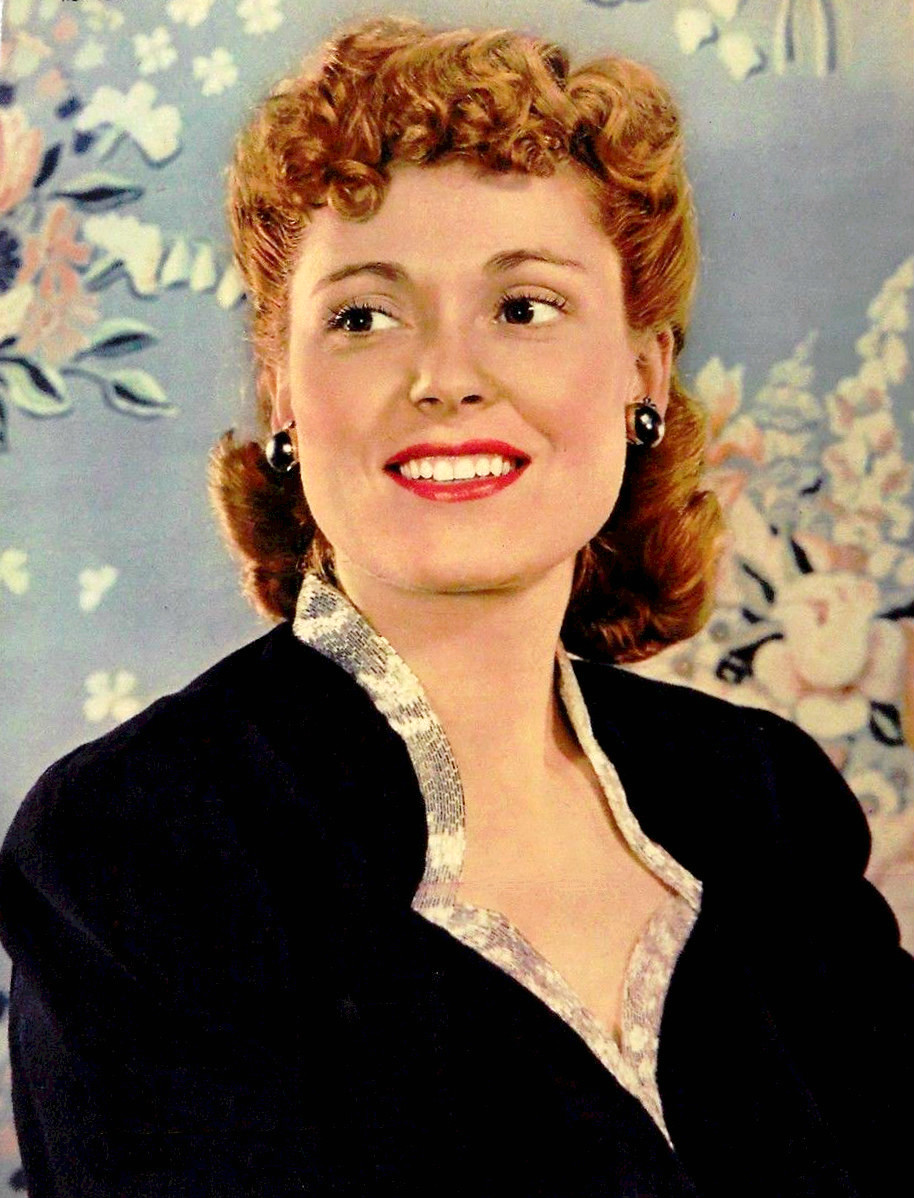
マーサ・スコット／5月28日没

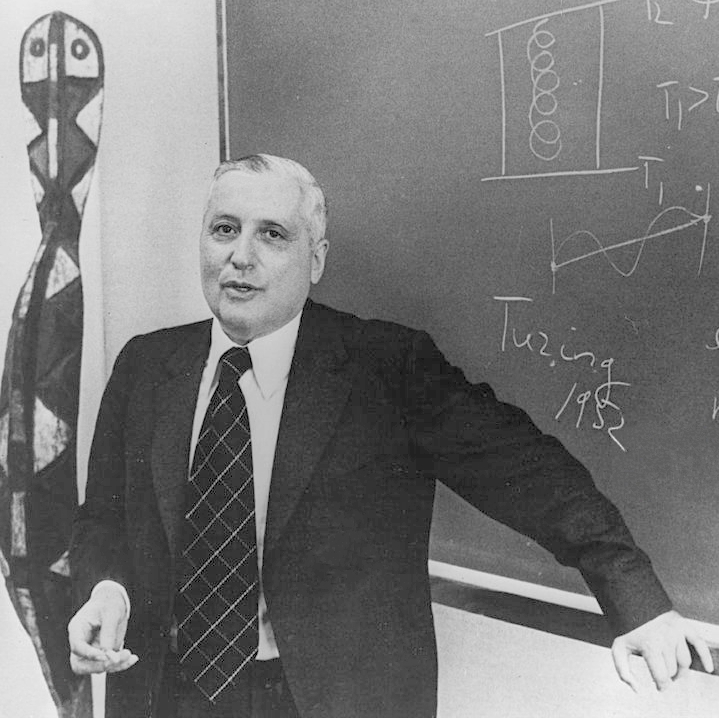
イリヤ・プリゴジン／5月28日没

- 5月18日 - 井上泉、政治家（* 1916年）
- 5月19日 - 磯野万亀男、経営者（* 1909年）
- 5月20日 - 中村民雄、プロ野球選手（* 1917年）
- 5月21日 - 倉本護、米文学者、青山学院大学教授（* 1936年?）[1]
- 5月26日 - メリタ・ブルナー、フィギュアスケート選手（* 1907年）
- 5月26日 - 吉武泰水、建築学者・建築家（* 1916年）
- 5月28日 - マーサ・スコット、女優（* 1912年）
- 5月28日 - イリヤ・プリゴジン、化学者、物理学者（* 1917年）
- 5月29日 - 澤登和子、日本の元女優、初代三波伸介夫人（* 1935年）[2]
- 5月31日 - 南弘子、女優（* 1945年）
- 5月31日 - 畠山久、俳優（* 1958年）